# Centurion
Centurion (latinsko centurio, starogrško κεντυρίων, latinizirano: kenturíon, tudi ἑκατόνταρχος, hekatóntarhos, srednjeveško grško κένταρχος, latinizirano: kéntarchos) je bil  po Marijevih  reformah leta 107 pr. n. št. profesionalni častnik rimske armade. Večina centurionov je poveljevala 80–100, včasih tudi do 160 možem, odvisno od obdobja. Višji centurioni so poveljevali kohortam ali bili visoki štabni častniki svojih legij. Centurioni so bili tudi v rimski vojni mornarici.
Izvor besede centurija ni povsem jasen. Centurija (latinsko centuria) je bila prvotno volilna enota Centurijske skupščine (comitia centuriata), ene od treh skupščin Rimske republike, ki je bila ustanovljena okoli leta 450 pr. n. št.. Centurija kot celota je štela en glas. Pozneje je prešla tudi na vojaško področje, kjer se je povsem udomačila, tudi zato, ker se je zaradi podobnosti z besedo centum (sto) začela pojmovati kot "skupina stotih mož".

## Vloga centurionov v rimski opehoti
V rimski pehoti so centurioni sprva poveljevali centuriji ali stotniji. Centurije so se razvile iz rimskega plemenskega sistema v času servijskih reform in so lahko imele od 200 do 1.000 mož. Generali in cesarji so kasneje njihovo število tudi podvojili ali razpolovili. Centurije Julija Cezarja, na primer, so imele sprva dvojno število mož. 
Centurioni so imeli dvakrat, morda tudi do sedemnajst krat  večje plače kot povprečni legionarji. Legionarji veterani so pogosto službovali kot najemniki svojih nekdanjih centurionov.
V obdobju cesarstva se je položaj  centurionov v kohorti postopoma dvigoval, dokler niso poveljevali tudi  prednostnim centurijam in nazadnje celim kohortam.  Najboljši centurioni so bili povišani v centurione prve kohorte. Imenovali so se primi ordines in poveljevali eni od deset centurij v prvi kohorti ali bili štabni častniki. Najvišji med njimi se je imenoval primus pilus. Poveljeval je prvi centuriji in se udeleževal vojnih posvetov. Razlike med stopnjami drugih centurionov so bile majhne.
Primus pilus se je tako imenoval zato, ker je bila njegova centurija v prvi vrsti prve (najbolj desne) kohorte. V legiji s polnim častniškim kadrom je bilo nad primusom pilusom samo osem častnikov: legat (legatus legionis), ki je poveljeval legiji, višji tribun (tribunus laticlavus), ki je bil po položaju drugi poveljujoči častnik v legiji, prefekt tabora (praefectus castrorum) in pet drugih tribunov (tribuni angusticlavii), ki so bili verjetno višji štabni častniki, po položaju približno primerljivi s sedanjimi polkovniki.
Primerjanje centurijskih stopenj s sodobnimi častniškimi čini lahko privede do nepravilnih domnev. Centurioni so bili lahko izvoljeni, imenovani v senatu ali iz različnih razlogov povišani vojaki. Za Julija Cezarja pravijo, da je svoje centurione imenoval zaradi njihovega poguma, na primer tiste, ki so se prvi povzpeli na nasprotnikove okope ali prvi prebili nasprotnikove vrste. To seveda ni moglo biti povsem res, ker bi bilo v mirnih obdobjih v rimski vojski veliko pomanjkanje centurionov. Četudi stopnje centurionov niso neposredno primerljive s sodobnimi častniškimi čini, so v grobem primerljive s sodobnimi nižjimi in srednjimi častniškimi čini.
Centurioni so bili prepoznavni po prečnem grebenu iz konjske žime na čeladi, kovinskih golenicah in meču, pripetem na levem boku, kot so ga nosili rimski častniki. Vojaki so nosili meče na desnem boku. Borili so se praviloma skupaj z vojaki, katerim so poveljevali. 
Njihov poveljniški položaj je bil spredaj desno pred formacijo centurije. Ker so s svojim zgledom vodili in navdihovali svoje vojake in pogosto razkazovali svoje izkušnje in pogum, je bila med njimi pogosto nesorazmerno visoka smrtnost.
Drugi poveljujoči častniki v centurijah so bili optiones.
Centurioni so bili osebno odgovorni za usposabljanje in disciplino svojih legionarjev, zato so bili znani tudi po ostrih kaznih. Tacit je v Analih zapisal zgodbo, znano kot Cedo alteram (v grobem prevodu Daj mi drugo): 
»Uporni vojaki so izgnali tribune in tabornega prefekta in oplenili njihovo prtljago. Zatem so ubili centuriona Lucila, kateremu so vojaki dali vzdevekin "Daj mi drugo", ker je po vsaki palici, ki jo je zlomil na vojakovem hrbtu, glasno zahteval drugo in drugo in…«
Palice, ki jih omenja Tacit, so se imenovale vitis in so bile simbol centurionove avtoritete in hkrati orodje za kaznovanje vojakov. 
Centurioni so imeli pomemben in vpliven položaj v rimski družbi, ki je, zgleda, izhajal iz njihovega vojaškega položaja. Po upokojitvi so jih z veseljem zaposlovali kot liktorje.

## Napredovanje
Vsaka kohorta znotraj legije je imela svojo prioriteto. Enako načelo je veljalo tudi za centurije znotraj kohorte in centurione. Njihov rang je bil odvisen od prioritete kohorte in centurije, kateri je poveljeval. Centurija se je pogosto imenovala kar po svojem centurionu. 
Centurioni so začeli svojo kariero v centurijah z nižjo prioriteto in postopoma napredovali. Napredovanje je bilo običajno odvisno od njegovih izkušenj in časa službovanja in ni nikoli šlo višje od poveljstva 1. kohorte. Posebno pogumni centurioni so lahko napredovali tudi več stopenj naenkrat. Cezar, na primer, je enega od svojih centurionov povišal za osem stopenj naenkrat. Napredovanje je pogosto pomenilo premestitev v drugo legijo.
V obdobju manipelskih legij je poveljniški kader legije štel šestdeset častnikov, organiziranih kot
- hastati: deset mlajših in deset starejših častnikov
- principes: deset mlajših in deset starejših častnikov
- triarii: pet mlajših in pet starejših častnikov

V cesarskih legijah so bili organizirani po vrstnem redu napredovanja:
- 1. kohorta
- 2.  kohorta
- 3. kohorta itd.

V 1. kohorti je bilo pet centurij z dvojnim tevilom vojakov kot v običajnih centurijah. Vsi centurioni iz 1. kohorte so bili po činu višji od vseh centurionov iz drugih kohort.

## Zahteve
Centurioni so morali biti pismeni, imeti dobre zveze (priporočilna pisma), biti stari najmanj trideset let in imeti vsaj nekaj let službovanja v armadi.
Centurione v pehoti so izbirali po njihovi velikosti, moči ter spretnosti v metanju kopja in rokovanju z mečem in ščitom, se pravi, da so morali biti vsestranski. Poleg tega so morali biti oprezni, hladnokrvni, aktivni in pripravljeni brez ugovorov izpolnjevati ukaze. Med svojimi vojaki so morali vzdrževati vojaške veščine in disciplino ter urejenost njihovih oblačil, oklepov in orožja.